# ایلونا گوسنبائر
ایلونا گوسنبائر (انگلیسی: Ilona Gusenbauer؛ زادهٔ ۱۶ september ۱۹۴۷ (۷۷ سال)) ورزشکار دو و میدانی اهل اتریش است.
وی در مسابقات کشوری و بین‌المللی در مجموع برندهٔ ۲ مدال طلا، ۱ مدال برنز شده‌است.